# Kim Yong-ju
Kim Yong-ju (hangul: 김영주; 21 de setembre de 1920 – prop del 14 de desembre de 2021) va ser un polític nord-coreà i germà menut de Kim Il-sung, que va governar Corea del Nord entre 1948 i 1994. Al govern del seu germà, Kim Yong-ju va ocupar càrrecs clau, com ara membre del Politburó al Partit dels Treballadors de Corea durant la dècada del 1960 i principis de la dècada del 1970, però va caure en desgracia el 1974 després d'una lluita pel poder amb Kim Jong-il. A partir del 1998 va ocupar el càrrec cerimonial de vicepresident honorari del Presidium de l'Assemblea Popular Suprema, el parlament de Corea del Nord.

## Biografia
Kim Yong-ju era fill de Kim Hyong-jik i Kang Pan-sok, i nasqué a Mangyongdae el 1920, huit anys després del seu germà gran Kim Il-sung. Quan Kim tenia tres anys, la seua família es va traslladar al sud de Manxúria.
Després de graduar-se al departament d'economia a la Universitat Estatal de Moscou el 1945, on també es va interessar molt per la filosofia, Kim Yong-ju es va unir al Partit dels Treballadors de Corea. El seu ascens a través dels esglaons del partit va ser ràpid; des dels anys 1950 fins als 1960 va ser cap de quadre (1954), vicedirector (1957) i finalment director (1960) del Departament d'Organització i Orientació del WPK. Va ser nomenat membre del Comitè Central del partit al 4t Congrés del 1961. El 1966, va ser ascendit a secretari d'organització del Comitè Central del Partit del Treball de Corea.
L'any 1967 va proposar al seu germà els "Deu principis per a l'establiment del sistema d'ideologia única" (el primer principi dels quals va ser: "Hem de donar-ho tot en la lluita per unificar tota la societat amb la ideologia revolucionària del gran líder camarada Kim Il Sung"), que es van publicar en paper el 1974.
El 1970, quan va ser elegit membre del Politburó, es creia àmpliament que Kim Yong-ju era el més probable successor de Kim Il-sung. També va ser elegit membre del Comité Central del Poble i el Presidium l'any 1972. Tanmateix, al mateix temps, Kim Il-sung va començar a preparar al seu fill Kim Jong-il perquè fora el seu successor designat, i va esclatar una lluita pel poder.
Va ser el període en què el PTC es va centrar ideològicament en el Juche de Kim Il-sung; mentre que Kim Jong-il va defensar activament aquell procés, Kim Yong-ju, després d'haver estudiat a Rússia, va donar suport a una visió més clàssica del marxisme i no li agradava l'extens culte a la personalitat construït al voltant del seu germà. Això va jugar a favor de Kim Jong-il: Kim Yong-ju estava cada cop més marginat, els seus aliats clau Kim To-man (director de propaganda) i Pak Yong-guk (director d'enllaç internacional) van ser destituïts, i ell mateix va ser finalment atacat per Kim Il-sung. Després d'un ple del Comitè Central al febrer de 1974, a Kim Jong-il se li va concedir el càrrec d'hereu aparent i Kim Yong-ju va ser degradat a viceprimer.
Kim Yong-ju va perdre protagonisme fins al 1993, quan va ser cridat de nou a Pyongyang per Kim Il-sung per exercir com un dels vicepresidents, però només com a càrrec cerimonial. Kim Yong-ju va ser nomenat vicepresident honorari del Presidium de l'Assemblea Popular Suprema el 1998. El 2012, va rebre l'Ordre de Kim Jong-il.